# Służba Kontrwywiadu Wojskowego
La Służba Kontrwywiadu Wojskowego (SKW) (in italiano: Servizio per il Controspionaggio Militare) è uno dei servizi segreti della Polonia.